# Живые герои
«Живые герои» (лит. Gyvieji didvyriai)— советский киноальманах 1959 года, снятый на Литовской киностудии. Состоит из четырёх фильмов.

## Содержание
Четыре новеллы о жизни литовских детей в разные периоды.

### Нам не нужно / Mums nebereikia
Режиссёр Марионас Гедрис; операторы Робертас Верба, Донатас Печюра.
По рассказу Юозаса Балтушиса.
Сюжет:
Литва начала XX века. Юозукаса, маленького мальчика из семьи батраков, родители которого не могут позволить платить за школу, продают в пастухи кулаку из другого хутора. Но придя к хозяину он получает от ворот поворот — оказывается, что он уже не нужен — вернулся прежний пастушок. Мальчику не позволяют даже остаться на хуторе на ночлег, и он вынужден тёмной ночью возвращатсья домой, где его — ещё одного голодного рта — никто не ждёт, и приходу будет не рад…
В ролях:
- Нериюс Наркис — Юозукас
- Эдуардас Чепулис — отец Юозукаса
- Регина Зданавичюте — мать Юозукаса
- Казимирас Виткус — кулак
- Нийоле Нарияускайте-Гражене — учительница

### Соловей / Lakštingala
Режиссёр Балис Браткаускас; операторы Альгирдас Араминас, Владас Кряунявичюс.
По рассказу Пятрас Цвирка.
Сюжет:
Вторая мировая война. Немецкий карательный отряд приходит в литовскую деревню, но жителей нет. В лесу немцы ловят мальчика, имитирующего трели соловья. Каратели приказывают ему показать дорогу. «Соловушка» соглашается — и приводит карателей в засаду партизан.
В ролях:
- Витаутас Буйзис — «Соловей»
- Гедиминас Паулюкайтис — Ганс
- Балис Браткаускас — командир отряда

### Последний выстрел / Paskutinis šūvis
Режиссёр Арунас Жебрюнас; оператор Йонас Грицюс.
По сценарию Хенрикаса Шаблявичюса.
Сюжет:
Послевоенное время. В литовской рыбацкой деревушке возрождается мирная жизнь, отстраиваются разрушенные войной дома. Но на окраине деревни, на болотах в камышах, прячется бандит из недобитых литовских эсэсовцев. Маленькая Лайма натыкается на его землянку, где находит патроны — приняв эти блестящие железячки за игрушки, она уносит их. Бандит догоняет девочку и требует отдать патроны. Она бросает их ему — и патроны летят в воду. Бандит, пытаясь их спасти, бросается за ними — увязая в трясине болота. Лайма зовёт людей ему на помощь, но нацистскому прихвостню люди страшнее трясины, и одичавший он расстреливает девочку из автомата, сам погружаясь в трясину.
В ролях:
- Живиле Якелайтите — Лайма
- Бронюс Бабкаускас — бандит

### Живые герои / Gyvieji didvyriai
Режиссёр Витаутас Жалакявичюс; оператор Альгимантас Моцкус.
По сценарию Витаутаса Жалакявичюса и Альгимантаса Чекуолиса.
Сюжет:
Конец 1950-х годов. Перед советскими пионерами и школьниками распахнуты все двери. Литовские пионеры Алюс и Викис пытаются выбрать своё призвание. Конечно, они хотят героическую профессию. Но знакомство со скульптором, почтальоном и крановщиком помогает ребятам понять, что «негероических» профессий нет — любой честный труд и есть самый настоящий героизм.
В ролях:
- Леонидас Милашаускас — Алюс
- Валентинас Тауянскас — Викис
- Антанас Габренас — Ряуба, крановщик
- Стяпонас Космаускас — скульптор
- Владас Юркунас — работник почты

## Критика
Не все новеллы в фильме одинаково удачны, но в целом все они отмечены таким высоким профессионализмом, такой режиссерской и операторской культурой, что не случайно этому фильму присуждена была первая премия на недавнем прибалтийском кинофестивале.— Искусство кино, 1960

## Награды
По опросу читателей журнала «Советский экран» фильм занял второе место.
Международный кинофестиваль в Карловых Варах, 1960:
- Премия Международной федерации кинематографической печати (FIPRESCI)[1]

Кинофестиваль прибалтийских республик и Белоруссии, 1960:
- Первая премия (Большой янтарный кубок),
- Премия за лучшую операторскую работу (Йонас Грицюс, новелла «Последний выстрел»)

Государственная премия Литовской ССР, 1960, премии удостоены:
- Витаутас Жалакявичюс — художественный руководитель альманаха;
- Бронюс Бабкаускас — актёр, исполнитель роли в новелле «Последний выстрел»;
- Арунас Жебрюнас — режиссёр новеллы «Последний выстрел»;
- Йонас Грицюс — оператор новеллы «Последний выстрел»;
- Альгимантас Моцкус — оператор новеллы «Живые герои».